# Sant'Antoni de su fogu

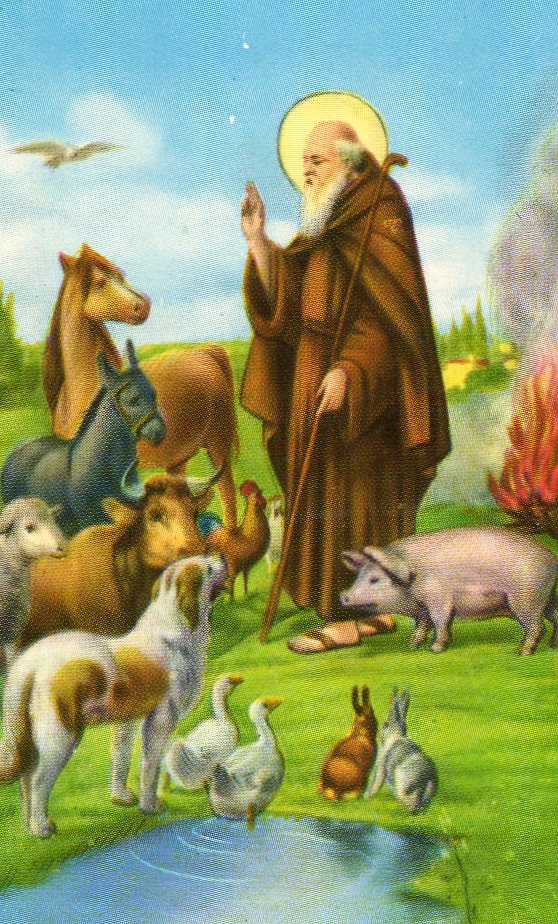
Sant'Antonio Abate

Sant'Antoni 'e su fogu è una locuzione sarda che significa "Sant'Antonio del fuoco" ed identifica una festa sarda in onore di Sant'Antonio Abate che unisce devozione cristiana e riti pagani. 
Nella notte tra il 16 e il 17 gennaio, l'usanza vuole che si accendano dei grandi falò, di solito nel piazzale antistante la chiesa dedicata a Sant'Antonio, in quanto si dice che Sant'Antonio Abate sia custode del fuoco e guaritore della malattia chiamata "fuoco di Sant'Antonio".
Le origini di questa festa sono remote, ma la festa si trova documentata solo dalla metà del XIX secolo. Si svolge in molti paesi della Sardegna con aspetti e situazioni diverse collegate alla tradizione locale.  

## La leggenda diSant'Antoni 'e su fogu
Una leggenda sarda, che rielabora il ben più noto mito di Prometeo, narra che, in antichità, l'uomo, non conoscendo l'esistenza del fuoco, era costretto a sopravvivere al freddo. Sant'Antonio abate, preso dalla compassione, si recò all'inferno con al seguito il suo maialino e il suo bastone di ferula. Una volta arrivato alle porte degli inferi, Lucifero e gli altri diavoli lo bloccarono senza farlo proseguire. Il maialino riuscì, però, a infiltrarsi creando un gran subbuglio. I diavoli furono così costretti a far entrare Sant'Antonio per prendere l'animale e portarselo via. Approfittando di questo trambusto, il santo riuscì ad avvicinare il suo bastone di ferula (pianta erbacea che a diretto contatto col fuoco si annerisce ma non brucia) alla brace conservando al suo interno il fuoco: a quel punto richiamò all'ordine il maialino ed uscì. Una volta sulla terra, al santo bastò soffiare sul suo bastone per farne scaturire delle scintille che si sparsero per tutta la terra, donando un prezioso elemento agli uomini. 
Un vecchio detto sardo per ricordare quest'impresa è: 

## Svolgimento del rito

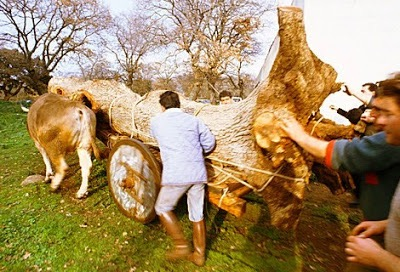
Trasporto di un tronco per il falò.

In molti paesi dell'isola, il rituale inizia alcuni giorni prima con la preparazione del materiale da utilizzare il giorno dell'accensione. Il rituale, che varia da paese a paese, consiste nella raccolta della legna, nella preparazione delle fascine e nello sradicamento di una pianta, cava al suo interno (tuva). La raccolta della legna avviene con la partecipazione delle persone del paese che collaborano anche al trasporto del materiale e all'accensione. In passato il materiale, una volta pronto, veniva trasportato sopra un carro trainato da buoi (ora sostituito da un trattore) seguito da un lungo corteo di carri e di uomini a cavallo, accompagnati dal suono delle Launeddas. 
 
I tronchi vengono, poi, rimessi in posizione verticale al centro della piazza della chiesa, come per ricordare la struttura della ferula del santo. Nei fori dei rami tagliati si inseriscono delle frasche di alloro che serviranno per accendere il fuoco. Terminato il rituale della preparazione il prete benedice i tronchi e il fuoco; da quel momento inizia la festa. I disegni del fumo emanato forniscono auspici e profezie per l'annata agraria. I festeggiamenti proseguono per tutta la notte, accompagnati dal suono delle launeddas, da balli sardi, dalla degustazione dei dolci tipici, dal vino novello e in alcuni paesi dalle danze delle maschere locali. Il fuoco viene lasciato ardere fino a sua completa combustione, dopodiché le ceneri vengono raccolte e utilizzate per scongiurare malattie sia degli uomini che del bestiame e per preservare il raccolto da brutte annate e malattie, mentre i tizzoni vengono utilizzati per riaccendere il fuoco nelle case.

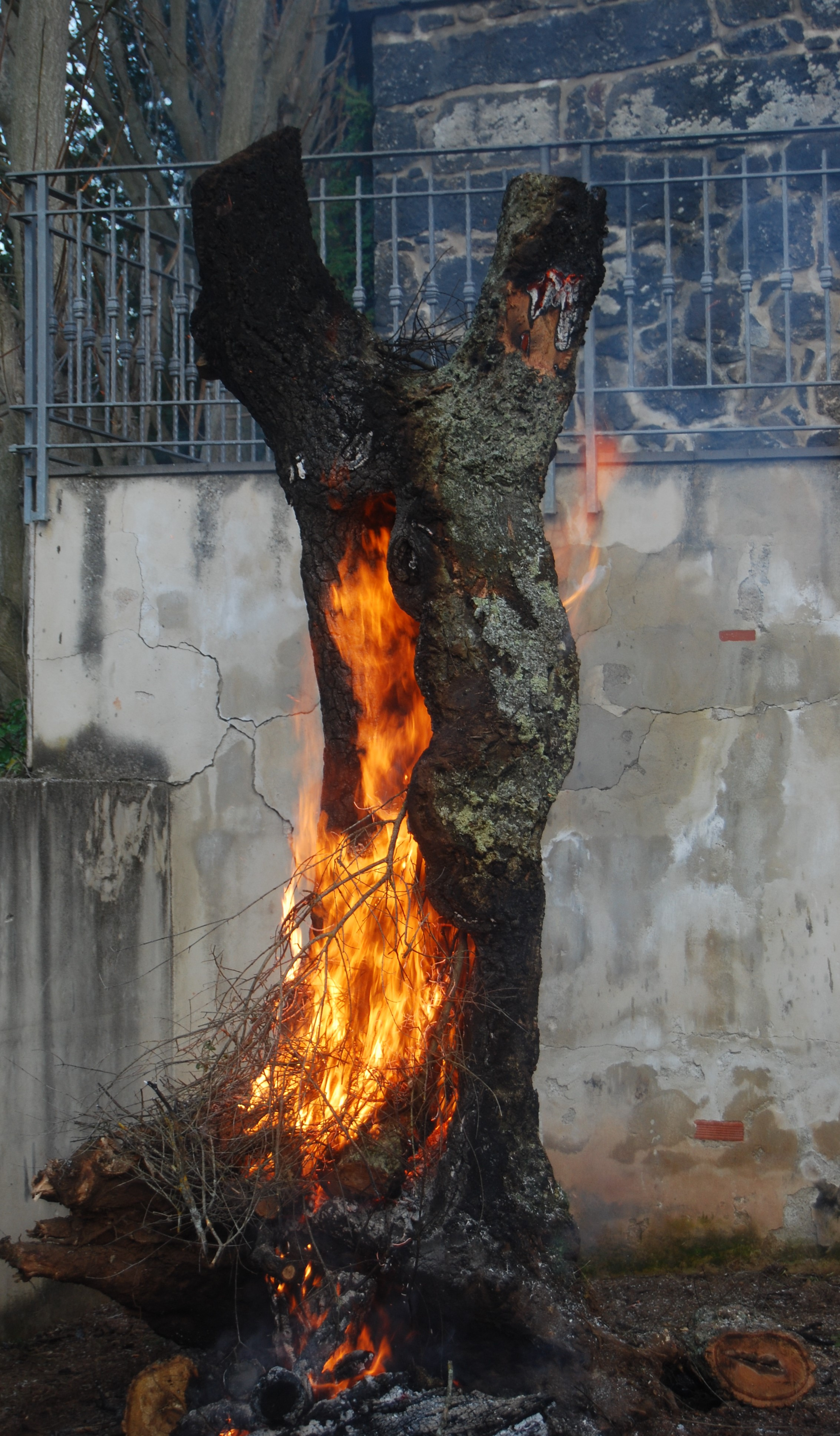
Sa tuva che arde.

## Vari tipi di falò
I falò, nei vari paesi della Sardegna, assumono vari nomi: il termine più generico e comune è fogadoni/e. 
Detto ciò, esistono termini differenti in sardo, a seconda dei tipi di legnami utilizzati. I più conosciuti sono sa tuva, sos focos, sas frascas e su romasinu.

### Sa tuva
Sa tuva (tuvas al plurale) è un tronco cavo di quercia secolare privato di rami e radici. Il fuoco brucia dentro l'albero e le fiamme escono attraverso le cavità. Nei paesi in cui si utilizza sa tuva è più antica la tradizione del fuoco. Sembrerebbe che sia stato questo tipo di tronco a dare ispirazione alla leggenda del Santo che diffonde il fuoco dall'interno del suo bastone. 
Secondo i galluresi, nell'albero della quercia vivevano degli spiriti, che giudicavano delitti e controversie. La tradizione vuole che l'albero venga abbattuto solo con l'utilizzo di un'ascia, per ricordare il culto della cosiddetta ascia sacra ossia l'ascia bipenne.

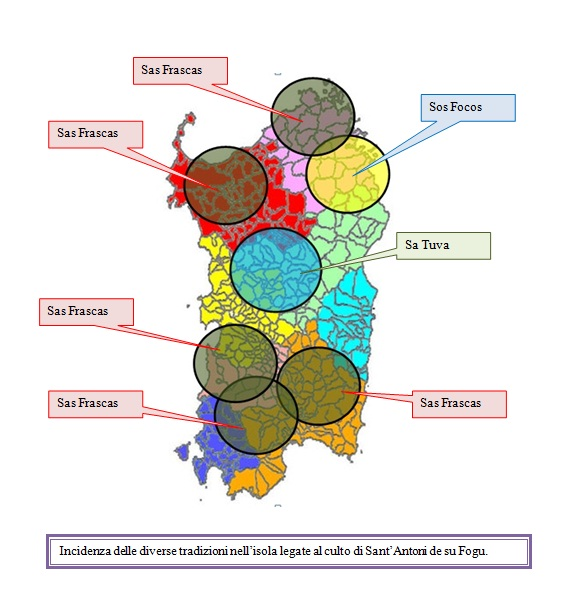
Tipologie di falò usate nelle diverse zone della Sardegna.

### Sos focos
Nei paesi dove c'è la tradizione di sos fogos gli organizzatori passano di casa in casa per ritirare il legname che molte famiglie offrono. Alcune volte sono gli stessi fedeli a portare il legname per accendere il falò e mantener viva la tradizione. La sera della vigilia, dopo la processione con la statua del santo per le vie del paese, i fedeli fanno dei giri intorno al fuoco, tre giri in senso orario e tre giri in senso antiorario.

### Sas frascas
In altre zone della Sardegna, il legname viene raccolto alcuni giorni prima sotto il grido di "ajò a sa frasca, ajò a sa selema": i falò sono fatti con sas frascas, legname tipico della macchia mediterranea, come corbezzolo, lentischio, cisto, ammassato nelle campagne. Il giorno della vigilia il legname viene trasportato in paese e posizionato nella piazza attorno ad un palo. I giovani del paese, dopo l'accensione, scalano il palo (prima che le fiamme siano alte) cercando di recuperare la croce di agrumi posta alla sua sommità. 

### Su romasinu
In alcune località, come Dorgali e Siniscola, si utilizzano le frasche del rosmarino. Il falò prende da questa pianta aromatica il nome "su romasinu".

## I falò nelle diverse località della Sardegna
- Abbasanta

Ad Abbasanta si accendono diverse tuvas, ad opera di diversi comitati: un gruppo di persone battezzate col nome del Santo (Antonio), un gruppo composto da pastori e contadini, un gruppo di ferrovieri e uno dedicato a sa leva noa (la leva nuova). Nella stessa piazza ha luogo anche sa ditta, vendita all'asta di prodotti gastronomici per beneficenza. 

- Ales

Il paese di Ales ha ripreso la tradizione nei primi anni ottanta. 

- Arborea

Arborea festeggia Sant'Antonio nella borgata di Tanca Marchesa al centro della quale si accende il falò e in seguito si benedicono le stalle. 

- Ardauli

I bambini, ad Ardauli, si presentano nelle case pronunciando la frase Sa panizedda per chiedere il tipico dolce sardo a forma di ciambella. 

- Baunei e Santa Maria Navarrese

I due centri abitati del Comune di Baunei, dalle pressoché medesime tradizioni, realizzano "Su Fogone" rispettivamente il primo e il secondo sabato dopo il 17 gennaio. Viene preparata e distribuita "Sa Paniscedda" insieme a del vino rosso. Sul falò di Santa Maria Navarrese è solitamente collocata una croce di arance, in memoria del martirio di San Sebastiano.
- Bosa

Gli abitanti di Bosa realizzano diversi falò; il più grande è quello acceso nel piazzale della chiesa dedicata a Sant'Antonio. Come usanza, i più anziani ripetono tre giri intorno al falò come protezione dal mal di stomaco mentre i ragazzi girano per le case chiedendo salame, frutta e dolciumi.
- Bottidda

Viene allestito un unico grande falò (Su Fogarone), nella piazza omonima situata presso la chiesetta di Sant'Antonio (nome con cui è nota popolarmente, in realtà intitolata a Santa Maria degli Angeli). Qui, nel primissimo pomeriggio, viene celebrata la Messa, durante la quale numerose famiglie depongono dolci tipici (sas tilìcas) ai piedi dell'altare come offerte votive. Dopo la celebrazione, i partecipanti si dirigono in processione inizialmente per il paese, quindi verso la piazza, dove un cavaliere con lo stendardo del Santo effettua S'Inghìriu (o Sas Inghiriàdas), ossia tre giri in senso antiorario e tre giri in senso orario attorno al falò, seguito subito dopo da tutti i partecipanti alla processione. Usanza caratteristica è quella di tracciarsi una croce sulla fronte, o anche cospargersi tutto il viso, con la fuliggine del Fogarone. Oltre a sas tilìcas, tagliate e distribuite ai festanti, vengono quindi offerti piatti a base di carne, tra cui sa piscadura, e vino locale.

- Cagliari

A Cagliari la festa si limita ai soli riti religiosi. In via Manno vengono accese centinaia di candele e si distribuisce pane benedetto, per allontanare la carestia. 

- Decimomannu

Il rito religioso e il rito del fuoco si svolgono in località differenti. Il primo si svolge nella parrocchia di Sant'Antonio abate, mentre il falò viene acceso nella piazza Santa Greca. 

- Dorgali

In cima al falò, a Dorgali, si sistemano arance, che i ragazzi cercheranno di recuperare prima che le fiamme siano troppo alte. 

- Ghilarza

A Ghilarza, la tuva viene sistemata vicino alla chiesa di San Palmerio e alla Torre Aragonese dai ragazzi de sa leva noa. 

- Laconi

In passato gli abitanti di Laconi partecipavano a una processione chiamata bastone di Sant'Antonio. I fedeli portavano con sé dei bastoni ricurvi avvolti in carta stagnola coi quali bussavano a tutte le porte. Oggi si accendono pochi falò; il più importante è quello allestito davanti all'omonima chiesa. 

- Mamoiada

A Mamoiada, con il falò di Sant'Antonio si inaugura il Carnevale. Nel paese a pochi chilometri da Nuoro vengono accesi dei fuochi nei diversi rioni, che sono visitati dalle maschere dei Mamuthones e Issohadores. 

- Monastir

I festeggiamenti si protraggono per una settimana: la statua del santo viene trasportata da una parrocchia ad una chiesetta, che sorge su un piccolo colle. Al colle si attribuisce la salvezza del paese da un'inondazione del 1888; qui il parroco accende su fogadoni. 

- Norbello

Il compito di procurarsi sa tuva, a Norbello, spetta ai ragazzi de sa leva noa. "Sa tuva" viene portata nel piazzale di San Giovanni, dove verrà accesa; ad attenderla ci saranno le ragazze diciottenni. 

- Oniferi

Ad Oniferi è molto viva la tradizione e per la festa di "Sant' Antoni 'e su 'ocu" solitamente si accendono tre falo, quello principale nella piazza, uno secondario nella piazza de Su Cantaru e, seppure non tutti gli anni, un altro falo nella zona dove sorgeva la chiesa dedicata al Santo (ora distrutta). Il falo viene acceso la sera del 16 gennaio ossia il giorno de "su pesperu de Sant'Antoni" e rappresenta di fatto l'inizio del Carnevale. Infatti è proprio dal fuoco di Sant'Antonio che gli astanti sporcandosi le mani di fuliggine si dipingono il volto di nero come vuole la tradizione de "sos maimones" la maschera tradizionale di Oniferi. Per Sant'antonio viene preparato il dolce tipico "Su Pistiddu" che in caso di voto viene offerto a 13 persone che hanno il nome del Santo.
- Orgosolo

Oltre a canti e balli, a Orgosolo si svolge anche una spericolata corsa equestre: sa vardia. 

- Orosei

Ad Orosei, le frasche sono ammucchiate attorno ad un lungo palo detto pirone nel piazzale della chiesa di Sant'Antonio; attorno si trovano le cumbessias, abitazioni per i novenanti. 

- Orotelli

Per via della rivalità fra rioni, mentre in passato veniva acceso un solo fuoco, ora se ne accendono due, uno nella piazza intitolata al santo e l'altro in piazza Spirito Santo. 

- Ossi

La festa si celebra dal 16 gennaio nell'antica chiesa campestre di Sant'Antonio di Briai (XI secolo), antico e suggestivo edificio romanico appartenuto ad un villaggio oggi scomparso. Per l'occasione si accende e benedice il fuoco e si brinda col vino novello, assieme a dolci tipici del luogo. Da alcuni anni è uso benedire e distribuire anche il pane.

- Ottana

A Ottana si accende un solo fuoco chiamato Su Ogulone de Sant'Antoni (il grande fuoco in onore di Sant'Antonio) e viene benedetto dal Parroco. Si trova nella piazza sottostante la cattedrale di San Nicola. In tale occasione vi è la prima uscita dei Boes e Merdules, le maschere più famose di Ottana. 

- Pabillonis

A Pabillonis si ha l'usanza di fare un unico grande falò (su fogadoni) alto non meno di 13 metri e con un diametro che supera i 6 metri, posto al centro del piazzale accanto all'edificio delle ex scuole medie; la brace viene usata per arrostire maialetti ed agnelli, serviti alla popolazione, insieme a pasta e pane benedetto, il tutto dopo la processione religiosa. 

- Paulilatino

A Paulilatino, il compito di procurare sa tuva spetta ai ragazzi de sa leva noa. 

- Sedilo

Nella mattinata della vigilia i bambini di Sedilo vanno di casa in casa chiedendo dolci tipici, con una tipica frase: per le femmine Sa fitta mia mi narzo Maria e per i maschi su tureddu meu mi narzo Antoneddu. Nel pomeriggio, dopo aver sistemato la legna, si accende il falò nel piazzale della chiesetta dedicata al santo. Dopo i vespri si offrono all'asta dolci, porchetti, agnelli, vino e vernaccia donati dai fedeli. Lo stesso rituale si ripete otto giorni dopo per festeggiare il giorno dell'ottava di Sant'Antonio. 

- Sarule

Un'usanza di Sarule è quella di offrire un tipico dolce sardo a persone che portano il nome di Antonio, da parte di donne che portano un panno nero per non farsi riconoscere. La frase tipica utilizzata è Sant'Antoni bos cunzedat sa grassia chi li dimandade (Sant'Antonio vi conceda la grazia che gli chiedete). 

- Siniscola

A Siniscola si utilizzano cataste di ramasinu. I giovani del paese fanno a gara tra di loro per prendere la maggiore quantità di legname. 

- Soleminis

Dopo una processione notturna con fiaccolata, a Soleminis, si accende su fogaroni.